# Cees Bremmer
Cornelis (Cees) Bremmer (Zwolle, 19 juni 1948) is een Nederlands voormalig politicus van het CDA. Hij was partijsecretaris van 1986 tot 1994, campagneleider bij de Tweede Kamerverkiezingen van 1989 en 1994, Tweede Kamerlid van 1995 tot 1998, en lid van het Europees Parlement van oktober 2003 tot juli 2004.

## Levensloop
Bremmer studeerde bestuurskunde aan de Vrije Universiteit Amsterdam van 1966 tot 1972. Ook studeerde hij Spaans en rechten aan de Universiteit Leiden (het laatste pas later, van 1999 tot 2003). Hij volgde verder nog enkele opleidingen, waaronder een managementopleiding, en verschillende stages en cursussen. Na zijn eerste studie tot 1972 begon hij direct in zijn laatste studiejaar als parttime docent maatschappijleer aan de lerarenopleiding van de Vrije Universiteit te Amsterdam. Dit deed hij twee jaar. Vervolgens volgden verschillende kleinere functies. Hij was lid van de gemeenteraad van Voorschoten van 1978 tot 1990. Hij vervulde vanaf 1973 verschillende functies over langere periode bij de ARP. In 1980 begon hij zijn carrière bij het CDA. Hij werkte hier zes jaar als adjunct-secretaris en plaatsvervangend secretaris, en een kortere periode als waarnemend secretaris (één maand). Negen jaar lang werkte hij als algemeen secretaris, bovendien fungeerde hij als campagneleider bij de Tweede Kamerverkiezingen van 1989 en 1994. De eerste pakte zeer succesvol uit, de laatste desastreus: het CDA verloor 20 zetels. Omdat zijn 36e plek op de lijst niet voldoende was voor een directe zetel, begon Bremmer pas in 1995 als Tweede Kamerlid. Hij was drie jaar lid (werd in 1998 niet herkozen). In de Tweede Kamer hield hij zich voornamelijk bezig met het onderwijs, jeugdbeleid en justitie (onder meer strafvordering, gevangeniswezen, familierecht, vreemdelingenwet). Na zijn carrière als Kamerlid werkte Bremmer weer tijdelijk als parttime docent maatschappijleer. Hij werd in 1998 opnieuw aangetrokken als CDA-campagneleider voor de verkiezingen in 1999 van de Provinciale Staten en die van het Europees Parlement, waarvoor hij zelf ook kandidaat stond. 
Van 1999 tot 2005 was hij lid van het algemeen bestuur Hoogheemraadschap van Rijnland.
In 2003 pakte hij zijn politieke loopbaan weer op als lid van het Europees Parlement. Hij was lid van oktober 2003 tot juli 2004. 
Hij werkte tot zijn pensionering in juli 2013 als algemeen secretaris bij Vereniging YMCA-Nederland, eerst parttime vanaf 2000, later fulltime vanaf 2004. Hij stimuleerde sterk het internationale werk en bekleedde diverse functies voor YMCA Europa.
In 2014 werd hij voor het CDA opnieuw gekozen in de gemeenteraad van Voorschoten, evenals in 2018 en in 2022 - nu dus voor een zesde termijn. In 2017 werd hij benoemd als penningmeester van de landelijke Vereniging voor Klachtrecht. Sinds 2020 is hij vicevoorzitter van de Eucdw-Nederland (European Union of Christian Democratic Workers). Voorts is hij redactielid van Nestor, het kwartaalmagazine van de Vereniging van Oud Parlementariërs (VOP). Hij is sinds 2019 verder columnist voor De Wassenaarse Krant en Groot Voorschoten. Voor het Jaarboek Parlementaire Geschiedenis schreef hij de laatste jaren enkele  bijdragen in de vorm van een necrologie cq herinnering over bekende politici. Zoals in 2021 over Jan Krajenbrink (1941-2020) die het CDA en zijn rechtsvoorganger de Antirevolutionaire Partij in verschillende functies heeft gediend, waaronder als wetenschappelijk medewerker van de dr. Kuyperstichting, secretaris van het federatieve CDA, gemeenteraadslid, Tweede Kamerlid en burgemeester. Voor het Jaarboek 2022 schreef hij een necrologie over Piet Bukman. Hij was van 1980 tot 1986 voorzitter van de in 1980 gevormde nieuwe fusiepartij het CDA, tussen 1981 en 1986 lid van de Eerste Kamer en vanaf 1986 bewindsman op meerdere departementen en ten slotte voorzitter van de Tweede Kamer in de jaren1996-1998. Sinds een aantal jaren houdt Cees Bremmer voor Probus- en Rotaryclubs geregeld voordrachten over prominente internationale staatslieden.

## Hoofdfuncties/beroepen
- 2014-heden - lid gemeenteraad van Voorschoten; herkozen maart 2018 en maart 2022
- 2004-2013 - algemeen secretaris Vereniging YMCA-Nederland te Den Dolder/Zeist
- 2003-2004 - lid Europees Parlement
- 2000-2003 - algemeen secretaris Vereniging YMCA-Nederland te Den Dolder/Zeist
- 1999-2007 - (parttime) docent maatschappijleer Grotius College te Delft
- 1995-1998 - lid Tweede Kamer der Staten-Generaal
- 1986-1995 - partijsecretaris en campagneleider CDA
- 1980-1986 - adjunct-secretaris en plaatsvervangend secretaris CDA
- 1979-1980 - partijsecretaris ARP
- 1978-1990 - lid gemeenteraad van Voorschoten
- 1976-1979 - adjunct-secretaris en plaatsvervangend secretaris ARP
- 1973-1976 - stafmedewerker ARP, belast met redactiesecretariaat AR-weekblad en kader- en vormingswerk
- 1972-1973 - (parttime) docent maatschappijleer, Lerarenopleiding, Vrije Universiteit te Amsterdam

## Nevenfuncties
- 2022-heden - voorzitter van de raadscommissie Wonen, Ruimte en Groen (WRG) van de gemeente Voorschoten
- 2019-heden - lid redactie Nestor, kwartaalblad van de vereniging voor oud-parlementariers
- 2018-heden - lid, plv. voorzitter gemeenteraad van Voorschoten en in die kwaliteit:
- 2018-heden - voorzitter commissie Burger en Bestuur; commissie Geloofsbrieven
- 2018-heden - lid bestuur Historisch Comité Christen-Democratie
- 2017-heden - vicevoorzitter EUCDW-Nederland (Nederlandse tak Europese werknemersorg. gelieerd aan Europese volkspartij, EVP)
- 2015-heden - penningmeester Vereniging voor Klachtrecht
- 2014-heden - lid werkgroep Europese Beweging Nederland (EuroDéfense Nederland)
- 2016-2019 - voorzitter Raad van Toezicht Stichting Cardia Duinrust, Den Haag
- 2015-2017 - Politiek Coördinator INGO Awepa (voor Somalië)
- 2012-2016 - voorzitter Raad van Toezicht Stichting Duinrust, Den Haag
- 2008-2014 - lid raad Raad van Samenwerkende Kerken te Voorschoten
- 2007-2013 - voorzitter Partner Group Armenia van YMCA Europe
- 2006-2018 - lid bestuur Stichting Christelijke Dagblad Pers (dagblad Trouw)
- 2004-2015 - lid commissie Commissie bezwaarschriften waterschap Hollandse Delta
- 2003-2005 - vicevoorzitter Stichting Epafras te Utrecht (zorg voor gedetineerden in het buitenland)
- 2002-2016 - voorzitter Commissie bezwaarschriften ISD (Intergemeentelijke Sociale Dienst) Bollenstreek
- 2001-2018 - lid raad Maatschappelijke Raad Stichting Philadelphia Zorg, landelijke zorgorganisatie voor mensen met een handicap (vh.Identiteitsraad)
- 2000-2008 - lid Raad van Toezicht De Bruggen (zorginstelling voor mensen met een handicap)
- 2000-2004 - lid bestuur NJG (Nederlandse Jeugd Groep)
- 1999-2009 - lid bestuur Stichting Leger des Heils (fondsenwerving)
- 1999-2005 - hoofdingeland Hoogheemraadschap Rijnland
- 1998-2001 - voorzitter Stichting Exodus Leiden en omstreken (opvang ex-gedetineerden)
- 1997-1999 - lid Raad van Toezicht Hooge Burch, regionaal Zorgcentrum voor mensen met een handicap te Zwammerdam
- 1995-1999 - lid bestuur Stichting Prinsjesdag Ontbijt
- 1993-1998 - lid Raad van Toezicht Christelijke Hogeschool Windesheim te Zwolle
- 1991-1997 - lid hoofdbestuur NCRV (Nederlandse Christelijke Radio Vereniging)
- 1983-2018 - secretaris-penningmeester Historisch Comité Christen-Democratie
- 1975-1978 - secretaris Christelijke Woningbouwvereniging Voorschoten

## Partijpolitieke nevenfuncties
- 2014-heden - gemeenteraadslid Voorschoten
- 2007-2013 - voorzitter commissie buitenland, CDA Zuid-Holland; en qq lid landelijke commissie buitenland CDA
- 1998-1999 - landelijk campagneleider CDA Provinciale Statenverkiezingen en Europese Verkiezingen
- 1986-1988 - fractievoorzitter CDA gemeenteraad van Voorschoten, tijdens raadslidmaatschap van 1978-1990
- 1976-1978 - lid bestuur ARP kiesvereniging en CDA-afdeling Voorschoten

## Trivia
- Cees Bremmer is gehuwd en is vader van drie zonen en een dochter.
- Ridder in de Orde van Oranje Nassau